# Gisela Agnes van Rath

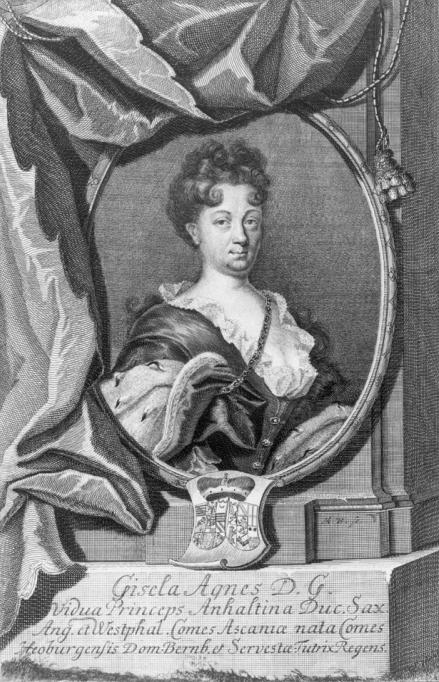
Gisela Agnes van Rath

Gisela Agnes van Rath (Wülknitz, 9 oktober 1669 — Nienburg, 12 maart 1740) was sinds 1692 Gravin van Nienburg en door haar huwelijk, met Emanuel Lebrecht van Anhalt-Köthen in 1694, prinses van Anhalt-Köthen. Zij trad op als regentes van 1704-1715 voor haar zoon Leopold.
Gisela Agnes kwam uit een oude lutherse adellijke familie. Haar ouders waren Balthasar Wilhelm van Rath en Magdalene Dorothee van Wuthenau. Haar grootvader was Wilhelm van Rath, commandant van de troepen in Köthen Anhalt tijdens de Dertigjarige Oorlog onder prins Lodewijk I van Anhalt-Köthen.
Emanuel Lebrechts moeder, prinses Eleonora van Stolberg-Wernigerode, probeerde in eerste instantie om dit huwelijk te voorkomen door Gisela naar haar zuster in Stadthagen te sturen. Onmiddellijk na het begin van Emanuel Lebrechts opvolging keerde zij terug en trouwde in het geheim met hem op 30 september 1692. Het morganatisch huwelijk van de hervormde Emanuel met de lutherse Gisela, uit de lagere adel, veroorzaakte hevige protesten van de Hervormde Kerk en het koninklijk huis. Pas in 1698 volgde de officiële erkenning door alle mannelijke afstammelingen van de vorsten van Anhalt, de keizerlijke bevestiging volgde 1699. De lijn Anhalt-Köthen komt voort uit dit huwelijk.

## Regentschap
Gisela Agnes bevorderde tijdens haar regentschap de belangen van haar lutherse geloofsgenoten en schonk Köthen de eerste lutherse kerk, de St. Agnuskirche (1694-1699). In 1711 stichtte zij het Gisela Agnesklooster, voor jonge ongehuwde adellijke dames. Formeel, nog onder haar bewind, maar door haar zoon Leopold gefinancierd, werd een orkest opgericht in 1714. Eerste dirigent was de operacomponist Augustin Reinhard Stricker, die drie jaar later door Johann Sebastian Bach werd vervangen.
Reeds in 1694, verhief keizer Leopold I haar tot "Gravin van Nienburg" en in 1699 kreeg zij het kasteel Nienburg. Nadat haar zoon meerderjarig was, trok zij zich terug op Nienburg. Zij verdedigde de belangen van haar lutherse geloofsgenoten tegen het standpunt van haar calvinistisch gezinde zoon. 
Gisela Agnes overleed te Nienburg op 12 maart 1740 en werd bijgezet in de koninklijke crypte van de St. Jakob kerk te Köthen. Haar enorme portret, van de schilder Antoine Pesne (1713), siert nog steeds de St. Agnuskirche in Köthen.

## Huwelijk en kinderen
Gisela Agnes en Emmanuel Lebrecht hadden zes kinderen:
- Augustus Lebrecht (Köthen, 24 mei 1693 - aldaar, 25 oktober 1693), stierf vóór de erkenning van het huwelijk van zijn ouders, om deze reden werd hij nooit erkend als Erfprins van Anhalt-Köthen
- Leopold van Anhalt-Köthen (Köthen, 29 november 1694 - aldaar, 29 september 1728)
- Eleonore Wilhelmine (Köthen, 7 mei 1696 - Weimar, 30 augustus 1726), trouwde op 15 februari 1714 met Frederick Erdmann van Saksen-Merseburg, en op 24 januari 1716 met Ernst August I van Saksen-Weimar-Eisenach
- August Lodewijk van Anhalt-Köthen (Köthen, 9 juni 1697 - aldaar, 6 augustus 1755)
- Gisela Auguste (Köthen, 24 juli 1698 - aldaar, 3 september 1698)
- Christiane Charlotte (Köthen, 12 januari 1702 - aldaar, 27 januari 1745)